# اشپناو
اشپناو (به آلمانی: Espenau) یک شهر در آلمان است که در کسل واقع شده‌است. اشپناو  ۴٬۹۱۹ نفر جمعیت دارد.

## خواهرخوانده
شهر Gangloffsömmern خواهرخواندهٔ اشپناو هست.